# 车站街道 (合肥市)
车站街道，是中华人民共和国安徽省合肥市瑶海区下辖的一个乡镇级行政单位。

## 行政区划
车站街道下辖以下地区：
建设社区、红旗社区、戴安桥社区和濉溪东路社区。